# Dalbergia glomerata
Dalbergia glomerata là một loài rau đậu thuộc họ Fabaceae.
Loài này chỉ có ở México.